# 5. januar
5. januar je 5. dan leta v gregorijanskem koledarju. Ostaja še 360 dni (361 v prestopnih letih).

## Dogodki
- 1665 – v Franciji začne izhajati Journal des sçavans, prva znanstvena revija
- 1757 – Robertu–Françoisu Damiensu spodleti atentat na francoskega kralja Ludvika XV.
- 1784 – Jožef II. Habsburško-Lotarinški z januarskim dekretom opredeli kirurgijo kot svobodno umetnost
- 1855 – v Parizu odprta Theatre National de l'Opera, največja operna hiša na svetu
- 1895 – Alfred Dreyfus po krivem obsojen vohunstva
- 1896 – Wilhelm Conrad Röntgen odkrije žarke X
- 1901 – avstrijsko notranje ministrstvo potrdi pravila Splošnega ženskega društva
- 1908 – prva zimska tura na Kamniškem sedlu, začetek slovenskega zimskega alpinizma
- 1917 – Bolgarija in Nemčija okupirata pristanišče Braila
- 1919 – v Berlinu se prične upor Spartakove zveze
- 1925 – ustanovljena Nemška delavska stranka, pozneje preimenovana v nacionalsocialistično oz. NSDAP
- 1921 – Italija anektira Julijsko krajino
- 1933 – v San Franciscu so pričeli z gradnjo mostu Golden Gata
- 1941 – v Vichy pride veleposlanik ZDA
- 1945 – ZSSR prizna začasno poljsko vlado
- 1949 – Sovjetska zveza, Bolgarija, Češkoslovaška, Madžarska in Romunija ustanovijo Svet za vzajemno gospodarsko pomoč (SEV)
- 1953 – v pariškem Theatre de Babylone premierno uprizorjena Beckettova drama Čakajoč na Godota
- 1957 – Dwight Eisenhower v skladu z Eisenhowerjevo doktrino ponudi bližnjevzhodnim državam pomoč v sporu s Sovjetsko zvezo
- 1968 – Aleksander Dubček postane generalni sekretar KP Češkoslovaške; začetek Praške pomladi
- 1981 – aretiran Peter Sutcliffe, bolj znan pod vzdevkom Jorkširski Razparač, po analogiji z Jackom Razparačem
- 1984 – Richard Stallman začne razvoj GNU
- 1993 – v državi Washington z obešnjem usmrtijo Westley Allan Dodda (prvo obešanje v Ameriki po letu 1965)
- 1997 – umik ruskih čet iz Čečenije

## Rojstva
- 1209 – Rihard Cornwallski, 1. grof Cornwall, grof Poitouja, nemški kralj, križar († 1272)
- 1525 – Luís Vaz de Camões, portugalski pesnik († 1580)
- 1548 – Frančišek Suarez, španski jezuit, filozof, teolog († 1617)
- 1592 – Šah Džahan, indijski mogul († 1666)
- 1620 – Miklós Zrínyi - Nikola Zrinski, madžarsko-hrvaški državnik, pesnik († 1664)
- Anton Ingolič1744 - Gaspar Melchior de Jovellanos, španski pisatelj, državnik († 1811)
- 1789 – Thomas Pringle, južnoafriški pesnik škotskega rodu († 1834)
- 1838 – Marie Ennemond Camille Jordan, francoski matematik († 1922)
- 1846 – Rudolf Christoph Eucken, nemški filozof, nobelovec za literaturo 1908 († 1926)
- 1852 – Fran Serafin Vilhar, slovenski skladatelj in pesnik († 1928)
- 1855 – King Camp Gillette, ameriški poslovnež († 1932)
- 1863 – Konstantin Sergejevič Stanislavski, ruski gledališki režiser († 1938)
- 1876 – Konrad Hermann Josef Adenauer, nemški kancler († 1967)
- 1893 – Paramahansa Yogananda, indijski guru in popularizator meditacijskih tehnik joge († 1952)
- 1894 – Rade Pregarc, slovenski pisatelj, igralec in režiser († 1952)
- 1897 – Kijoši Miki, japonski sodobni filozof († 1945)
- 1900 – Raymond Georges Yves Tanguy, francosko-ameriški slikar († 1955)
- 1907 – Anton Ingolič, slovenski pisatelj († 1992)
- 1909 – Stephen Cole Kleene, ameriški matematik, častnik, logik († 1994)
- 1928 – Walter Mondale († 2021)
- 1931 – Robert Duvall, ameriški filmski igralec
- 1932 – Umberto Eco, italijanski pisatelj, filozof, semiotik, medievalist († 2016)
- 1938 –  Juan Carlos I., španski kralj
- 1946 – Diane Keaton, ameriška igralka
- 1969 – Brian Hugh Warner - Marilyn Manson, ameriški glasbenik
- 1982 – Janica Kostelić, hrvaška smučarka
- 1987 – Franc Bogovic, belgijski podjetnik in politik slovenskih korenin
- 1992 – Stephan Leyhe, nemški smučarski skakalec

## Smrti
- 1006 – Sveti Albuin, koroški svetnik in brixenški škof
- 1066 – Edvard Spoznavalec, angleški kralj (* 1003)
- 1173 – Boleslav IV. Kodravi, veliki vojvoda Poljske  (* 1122)
- 1332 – Henrik II. iz Virneburga, kölnski nadškof (* 1244)
- 1524 – Marko Marulić, hrvaški pesnik, humanist (* 1450)
- 1589 – Katarina Medičejska, francoska kraljica (* 1519)
- 1828 – Kobajaši Nomujoki - Kobajaši Isa, japonski pesnik (* 1763)
- 1858 – Johann Josef Wenzel Radetzky, avstrijski general (* 1766)
- 1933 – John Calvin Coolidge mlajši, ameriški predsednik (* 1872)
- 1941 – Amy Johnson, ameriška letalka (* 1903)
- 1942 – Karl Širok, slovenski pisatelj (* 1889)
- 1947 – Osami Nagano, japonski admiral (* 1880)
- 1970 – Max Born, nemško-britanski matematik, fizik, nobelovec 1954 (* 1882)
- 1987 – Jean Margaret Wemyss - Margaret Laurence, kanadska pisateljica (* 1926)
- 2001 – Elizabeth Anscombe, britanska filozofinja (* 1919)

## God
- sveti Telesfor
- sveti Simeon Stilit starejši